# 拓跋目辰
拓跋目辰（?—479年6月4日），鲜卑名美晨，拥有直勤头衔，是追尊魏桓帝拓跋猗㐌的后裔，北魏宗室、官员。

## 生平
拓跋目辰起初担任羽林郎跟随魏道武帝拓跋珪南征到长江，魏文成帝即位后，拓跋目辰以功劳屡次升任侍中、尚书左仆射，封南平公。乙浑谋划作乱时，拓跋目辰与哥哥拓跋鬱商议要杀死乙渾，事情泄露后拓跋鬱被乙浑诛杀，拓跋目辰逃跑隐藏得以免死。天安元年（466年），刘宋发生内乱，魏献文帝拓跋弘派遣使持节征东大将军安定王拓跋休、侍中尚书左仆射安西大将军拓跋目辰和散骑常侍殿中尚书平北将军山阳公吕罗汉率领陇右五万人马沿着汉江向东征讨刘宋，直指襄阳，与其他各路军队定于同时汇合于秣陵。皇兴四年（470年），柔然受罗部真可汗予成入侵北魏边境，魏献文帝接见群臣商议对策，拓跋目辰进言说：“如果皇帝御亲自出征，恐怕京城会危险恐惧，不如行事慎重，固守保全自己。贼人孤军深入，没有后续运送的粮草，以臣的估计，不久就会自行退走，那时派遣将领追击，必定可以击败他们。”张白泽说：“陛下的英明效法上天，追踪前代圣人，而愚蠢的敌人荒诞无知，轻率冒犯君王的疆域。贼寇因为深远的谋划而受到磨难，我国则会因为浅近的荼毒而安逸享受，仰思神明的谋略，就不是这样。现在如果陛下亲自出征，贼寇必定望见旌旗就土崩瓦解，岂能抬头挫伤神勇的兵马，坐着放纵敌人？万乘之尊环城固守，进失去可乘之机，退没有勇往直前的道义，希望陛下小心。”魏献文帝听从了张白泽的意见，御驾亲征，以殿中尚书吕罗汉和拓跋目辰都督中外诸军事，大破柔然。魏献文帝禅让给魏孝文帝元宏时，拓跋目辰有决定策略的功勋。魏孝文帝即位后，拓跋目辰在承明元年六月戊寅（476年7月27日）出任司徒，封宜都王。拓跋目辰后出任雍州刺史，镇守長安。拓跋目辰性格正直强硬，不结朋党，朝廷官员都畏惧他。但是拓跋目辰喜好财利，在雍州时政务以行贿而成。屯田给纳于烈受到诏令前往调查拓跋目辰的罪证，查实拓跋目辰贪污受贿。太和三年四月庚子（479年6月4日），拓跋目辰被赐令自杀，爵位被削除。

## 延伸阅读
[在维基数据编辑]
 《魏書·卷14》，出自魏收《魏书》